# Jan Žižka
Jan Žižka iz Trocnova in Kaliha (češko Jan Žižka z Trocnova a Kalicha) je bil češki vojskovodja, sodobnik in sledilec Jana Husa, radikalen husit in vodja taboritov, * okoli 1360, Trocnov, Kraljevina Češka, † 11. oktober 1424, Žižkovo polje pri Přibyslavu, Kraljevina Češka. 
Žižka je bil uspešen vojskovodja, zdaj pa je češki narodni heroj. Dobil je vzdevek "Enooki Žižka", ker je izgubil eno. Kasneje je izgubil še drugo. Vodil je husitske sile proti trem križarskim vojskam in ni izgubil niti ene bitke, čeprav je bil v zadnjih obdobjih svojega življenja popolnoma slep. 
Rojen je bil v majhni vasici Trocnov v južni Češki v češki plemiški družini. Po Piccolominijevi Historia Bohemica je imel že od mladosti nekaj vezi s kraljevim dvorom, pozneje pa je opravljal funkcijo komornika bavarske kraljice Sofije. Boril se je v bitki pri Grunwaldu 15. julija 1410, kjer je branil Radzyń pred tevtonskimi vitezi. Kasneje je igral vidno vlogo v husitskih vojnah na Češkem. Vodil je husite v bitkah pri Sudoměřu (1420) in Vítkovu (1420). V bitki pri Kutni Hori (1421) je premagal vojsko Svetega rimskega cesarstva in Ogrskega kraljestva. V tej bitki je igralo pomembno vlogo njegovo učinkovito poljsko topništvo. 
Žižkova taktika je bila neobičajna in inovativna. Razen tega, da je uril in opremljal svojo vojsko v skladu z njenimi sposobnostmi, je uporabljal oklepne vozove, opremljene z majhnimi topovi in mušketami. Vozovi so bili nekakšni predhodniki tankov, ki so se pojavili petsto let kasneje. Kar najbolj je izkoriščal geografske značilnosti in vzdrževal dobro disciplino v svojih enotah. Na hitro je moral usposobiti kmete, da so se večkrat soočili z visoko izurjenimi in oklepljenimi nasprotniki, ki so bili običajno tudi številčnejši. 
Na hribu Vítkov v Pragi so postavili spomenik v čast Janu Žižki in njegovi zmagi na tem hribu leta 1420. Njegov kip je tretji največji bronasti kip konjenika na svetu.

## Mladost
Jan Žižka je bil rojen v eni od dveh pristav v vasi Trocnov (danes del Borovanov) v južni Češki. Stara legenda pravi, da se je rodil v gozdu pod hrastom, ki je rasel tik ob poljih in ribnikih, ki so pripadali pristavi. Žižkova družina je pripadala nižjemu češkemu plemstvu (zemané), vendar ni imela veliko posesti. O preostalih družinskih članih je malo znanega. Jan Žižka je imel več bratov in sester, vendar sta zgodovinarjem znani le imeni brata Jaroslava in sestre Neže. Družina je imela v grbu raka.
Datum Žižkovega rojstva ni znan. Dokument z datumom 3. april 1378 omenja Johannesa dictus Zizka de Trocnov (Jan, imenovan Žižka, iz Trocnova) kot pričo na ženitni pogodbi. Na podlagi tega dokumenta se domneva, da je moral biti Žižka takrat polnoleten, torej rojen okoli leta 1360. Omeniti je treba, da ni nobenega neposrednega dokaza, da je bil Jan Žižka, naveden na tem dokumentu, istoveten s husitskim generalom. Češki zgodovinar Tomek in njegovi privrženci so domnevali, da bi priča lahko bil oče vojskovodje. Trdili so: če bi bil Žižka leta 1378 odrasel, bi bil prestar, da bi po letu 1419 postal tako sposoben poveljnik. Drugi, na primer Šmahel, so temu ugovarjali in trdili, da mu tudi taka starost morda ne bi preprečila uspešnega poveljevanja. Nadalje zgodovinar Petr Čornej ugotavlja, da Žižka ni bilo družinsko ime, temveč vzdevek, ki ni izpričan pri nobenem drugem Žižkovem družinskem članu. 
V letih 1378–1384 se Žižkovo ime pojavi na več posestnih listinah, ki kažejo, da se je ubadal z dolgotrajnimi finančnimi težavami. Leta 1381 je Žižka izpričan v Pragi, v zvezi z reševanjem dediščine na posesti Trocnov. Njegovo bivanje v Pragi je težko povezati s kasnejšim Piccolominijevim poročilom, da se je mladi Žížka izobraževal na praškem kraljevem dvoru. Dokument iz leta 1384 omenja tudi neko Kateřino, ženo Johannesa dictusa Zizke. V tem dokumentu piše, da je Žižka njivo, ki jo je nekoč pridobil od Kateřine, prodal kot doto. Po tem datumu Žižkovo ime za 20 let izgine iz zgodovinskih dokumentov. Na splošno se domneva, da je postal najemniški vojak. 

## Izobčenec
Nekaj južnočeškega plemstva pod vodstvom Henrika III. Rosenberga je na prehodu 14. v 15. stoletje sodelovalo v več uporih proti češkemu kralju Venčeslavu IV. Kralj je bil celo ujet in nekaj časa priprt v Rosenbergovih gradov Příběnice in Český Krumlov. Za Žižkovo udeležbo v teh spopadih ni nobenega dokaza. Domneva se, da je v prvih letih 15. stoletja vodil svojo družinsko posest. Družina je verjetno zašla v finančne težave in začela prodajati dele svoje premoženje. Nekateri viri nakazujejo, da je Žižkov oče prevzel mesto kraljevega lovskega čuvaja, in da je bil v kraljeti službi tudi Žižka, vendar dokazi niso dovolj jasni.
Po letu 1406 se je Žižkovo ime začelo pojavljati v črni knjigi (acta negra maleficorum) posestva Rosenberg. Obtožen je bil razbojništva. Razlogi za takšno spremembo njegovega vedenja na žalost niso znani. Dejstvo, da je kazal odkrito sovraštvo do Henrika Rosenberškega in tudi do mesta Budějovice in njihovih zaveznikov kaže,, da se je poskušal boriti proti neki krivici, ki se je zgodila njegovi hiši, in na ta način uveljaviti svoje pravice. 
Takratni razmah razbojništva na južnem Češkem Šmahel pripisuje nenehnemu povečevanju Rosenbergovih in cerkvenih posesti ter hkratnemu zadolževanju in obubožanju nižjega plemstva skupaj z žejo po zemlji med podložniki. Vse to je povzročilo socialne napetosti na tem območju. Okoliščine so morda Žižko sčasoma prisilile, da je zapustil svojo posest v Trocnovu. Zgodovinar Tomek je ugibal tudi, da so mu morda na silo odvzeli majhno dedno premoženje, kar za tisti čas ni bilo nič nenavadnega. Posledično je začel živeti življenje razbojnika, ki ga je delno podpiral lokalni plemič Valkoun. 
Žižka je skušal ob vsaki priložnosti škodovati svojim sovražnikom. Za zaveznike je uporabljal tudi lokalne razbojnike, ki jih vodili Matěj Vůdec. Slednji so iskali samo finančne koristi. Skupina je taborila na različnih krajih, med drugim na kmetiji v vasi Sedlo (danes del Číměř), mlinu nedaleč od Lomnic nad Lužnicí, v hiši neznane ženske v Hlavatcih ali preprosto v gozdu. Glavni dohodki razbojniške skupine so bili ropi, zadrževanje ljudi za odkupnino in napadi na majhna mesta. Dohodke so porabili za svoje vzdrževanje in plačevanje začasnih gostiteljev in vohunov. Žižka je sodeloval pri teh akcijah in vsaj enem umoru človeka, ki je pripadal kohorti Henrika Rosenberga. Žižka in razbojniki so imeli stike tudi z nekaterimi močnejšimi sovražniki Henrika Rosenberga. Žižka je na primer leta 1408 sodeloval pri pripravah za osvojitev gradu Hus pri Prachaticah. Graščak Husa je bil Mikuláš Husov, ki je na začetku Husitskih vojn postal eden prvih poveljnikov v Žižkovi vojski. Pogajal se je tudi z Alešem iz Bítova, ki je potreboval Janovo pomoč pri poskusu osvojitve mest Nové Hrady in Třeboň. Drug plemič, ki je Jana prosil za pomoč, je bil Erhart iz Kunštáta, ki je hotel zavzeti trdnjavo Slovenice.
Nekaj Žižkovih spremljevalcev so nazadnje ujeli, mučili in usmrtili, vključno z Matějem Vůdcem. Žižkov položaj se je spremenil 25. aprila 1409, ko se je kralj Venčeslav IV. strinjal, da se njegov spor z mestom Budějovice konča. 27. junija je Jana Žižko s posebnim odlokom pomilostil in istočasno ukazal, naj to stori tudi mestni svet Budějovic. Kraljevo dejanje kaže njegovo priznanje, da je bilo Žižkovo uporništvo vsaj delno upravičeno.

## Grunwald (1410)
Po poljskem kronistu Janu Długoszu  je Žižka leta 1410  služil kot plačanec med poljsko-litovsko-tevtonsko vojno. Domneva se, da je bil v bitki pri Grunwaldu, imenovani tudi prva bitka pri Tannenbergu, na zmagovalni poljsko-litovski strani. Bitka je bila ena največjih v srednjeveški Evropi. V bitki, ki je potekala 15. julija 1410, sta zaveznika Kraljevina Poljska in Velika litovska kneževina, ki sta ju vodila poljski kralj Vladislav II. Jagelo in veliki litovski vojvoda Vitautas (Vitold Veliki), odločilno premagala tevtonske viteze pod poveljstvom velikega mojstra Ulricha von Jungingena. Večina vodstva tevtonskih vitezov je bila ubita ali ujeta. Vitezi niso nikoli povrnili svoje nekdanje moči. Finančno breme vojnih odškodnin je povzročilo notranje konflikte in gospodarsko krizo v njihovih deželah. Bitka je spremenila tudi razmerje moči v vzhodni Evropi. Długosz poroča, da je Žižka po bitki služil v garniziji mesta Radzyń.

## Bivanje v Pragi
Žižkovo delovanje v letih 1411–1419 ni povsem znano. Po kasnejšem poročilu Lukáša Praškega iz leta 1527 je vstopil v službo Sofije Bavarske, žene Venčeslava IV., kot njen komornik in jo spremljal, ko je obiskovala pridige Jana Husa. Glede na to, da je bil Jan Hus leta 1413 izgnan v južno Češko, se je moralo Lukáševo poročilo nanašati na leti 1411–1412. Po husitskem zgodovinarju Vavřincu z Březová, ki je Žižko osebno poznal in se skliceval na dogodke iz leta 1419, je bodoči husitski voditelj tedaj služil kot familiaris regis Bohemiae (dobesedno družinski član češkega kralja, se pravi kraljev dvorjan). To potrjujejo kasnejše kronike iz 16. stoletja, ki posebej poudarjajo izjemen položaj, ki ga je imel Žižka med služabniki Venčeslava IV. Možno je, da je Žižka sodeloval v neuspešni vojni poljskega kralja proti tevtonskemu redu leta 1414, vendar konkretnih dokazov za to ni. Zanimivo pa je, da je le mesec dni po koncu te vojne akcije, 7. novembra 1414, hišo v ulici Na Příkopě v Pragi kupil enooki kraljevi "vratar" Janek (Janek portulanus regius). Češko zgodovinopisje na splošno verjame, da je bil ta "vratar" Jan Žižka. 27. maja 1416 je Janek to hišo prodal in kupil drugo, manjšo v Starem mestu. 

## Vzpon
Žižka se je prvič pomembno zapisal v zgodovino 30. julija 1419 v Pragi, ko se je pridružil husitski procesiji, ki jo je vodil duhovnik Jan Želivský. Množica se je zbrala pred mestno hišo Novega mesta in zahtevala izpustitev več zaprtih husitov. Ko so svetniki te zahteve zavrnili, je množica vdrla v mestno hišo in svetnike zmetala skozi okna. Ta tako imenovana prva praška defenestracija velja za začetek husitske revolucije. Venčeslav IV. je umrl 17 dni po tem, ko je izvedel za te dogodke, verjetno zaradi srčnega infarkta. Husiti so nato zavzeli mesto in izgnali vse svoje nasprotnike. 
13. novembra 1419 je bilo med privrženci kralja Sigismunda, zadnjega cesarja iz hiše Luksemburžanov, in meščani Prage sklenjeno začasno premirje. Žižka tega kompromisa ni odobraval in je s svojimi privrženci odšel iz Prage v Plzen, eno najbogatejših mest kraljestva. Mesto je kmalu zapustil in 25. marca 1420 premagal Sigismundove pristaše pri Sudoměřu v prvi veliki bitki v husitskih vojnah. Kasneje je odšel v Tábor, malo pred tem ustanovljeno oporišče husitskega gibanja. Cerkvena organizacija v Táboru je imela nekoliko puritanski značaj z zelo strogo vojaško disciplino, čeprav je bila oblast vzpostavljena na povsem demokratični podlagi. Žižka je veliko sodeloval pri organizaciji nove vojaške občine in postal eden od štirih ljudskih stotnikov/hetmanov, ki so poveljevali husitski vojski.

### Taktika bojnih voz
Žižka je pomagal razviti taktiko premičnih utrdb iz bojnih voz, imenovanih vozová hradba ali nemško Wagenburg. Ko se je husitska vojska soočila s številčno premočnim nasprotnikom, so pred bitko vozove postavili v kvadrat ali krog, jih zvrnili na bok in kolesa povezali z verigami. Pred vozovi so izkopali jarek. Posadko vsakega voza je sestavljalo 16 do 22 mož:  4–8  mož s samostreli, dva strelca z ročnim topom, 6–8 mož s kopjem ali husitskim narodnim orožjem mutilom, dva ščitonosca in dva voznika. 
Husitske bitke so bile sestavljene iz dveh faz: obrambe in ofenzivnega protinapada. V prvi fazi je vojska postavila vozove blizu sovražnikove vojske in s topniškim ognjem izzvala sovražnika v boj. Obstreljevanje iz neposredne bližine je običajno povzročilo velike izgube. 
Da bi se izognil še večjim izgubam, so sovražni vitezi običajno napadli. Napad je odbila ali oslabila husitska pehota, skrita za vozovi in oborožena s strelnim orožjem in samostreli. Strelci so najprej streljali na konje in s tem odvzeli glavno prednost konjenici. Mnogo vitezov je bilo po padcu z ranjenega ali mrtvega konja poškodovanih ali so celo mrtvih. 
Takoj ko je sovražnikova morala padla, se je začela druga faza bitke, ofenzivni protinapad. Pehota in konjenica sta izbruhnili izza voz in silovito udarili po sovražniku, praviloma z bokov. Med bojevanjem na bokih in obstreljevanjem z vozov se sovražnik ni mogel močno upirati in bil prisiljen na umik. Vitezom brez konj in v težkih oklepih je bilo težko pobegniti. Husiti so kmalu zaslovelo po tem, da ne jemljejo ujetnikov.

### Strelno orožje
V husitskih vojnah so se na bojišču prvič uspešno uporabile pištole. Žižka je bil inovator pri uporabi smodnika. Bil je prvi evropski vojskovodja, ki je na terenu manevriral s topovi srednjega kalibra, nameščenimi na manjših vozovih. Čehi so ročno strelno orožje imenovali pištala, protipehotno poljsko orožje pa houfnice, iz česar sta nastali slovenski besedi pištola in havbica. Nemci so malo pred tem začeli proizvajati smodnik, primeren za manjše taktično orožje. Mušketir, oborožen le z enostrelnim orožjem, v odprtem boju ni bil kos jurišnemu vitezu na konju, za grajskim obzidjem in ogrado bojnih voz pa so bili izurjeni in disciplinirani strelci lahko zelo učinkoviti. Žižka je iz svojih izkušenj v bitki pri Grunwaldu natančno vedel, kako bodo njegovi sovražniki napadli, in iznašel nove načine za učinkovito obrambo.

## Husitske vojne
Husitske vojne so bile vojne za priznanje vere husitov, predhodnikov protestantske reformacije. Četudi je imelo husitsko gibanje pretežno versko vsebino, so ga poganjala tudi socialna vprašanja in krepila češko narodno zavest. Katoliška cerkev je Husove nauke označila za krivoverske in ga leta 1411 izobčila. Na Konstanškem koncilu je bil zaradi krivoverstva obsojen na smrt in leta 1415 sežgan na grmadi. Prave vojne so se začele julija 1419 s prvo praško defenestracijo, ko so husitski protestniki vrgli mestne svetnike in sodnika skozi okna mestne hiše. Kralj Venčeslava IV. naj bi defenestracija tako osupnila, da je kmalu zatem 16. avgusta 1419 zaradi šoka umrl. Dogodkom so sledili oboroženi spopadi, v katerih je Jan Žižka prislužil svojo slavo.

### Prva protihusitska križarska vojna
Kralj Sigismund je bil kralj Ogrske in le naslovni kralj Češke. V tistem času in še mnogo kasneje ni bilo jasno, ali je Češka dedna ali volilna monarhija. Sigismundov položaj je bil vprašljiv, zlasti zato, ker je linija, po kateri je Sigismund zahteval češki prestol, sprejela Češko kot volilno monarhijo. Kot trden privrženec rimske cerkve je bil Sigismund uspešen pri pridobivanju pomoči papeža Martina V. in dosegel, da je papež 17. marca 1420 izdal bulo, ki je razglasila križarsko vojno "za uničenje Johna Wycliffa, husitov in vseh drugih heretikov na Češkem". Sigismund in številni nemški knezi so 30. junija prispeli pred praško obzidje na čelu velike vojske križarjev iz vseh delov Evrope. Med njimi so bili večinoma pustolovci, ki jih je privlačil plen. Križarji so začeli oblegati mesto. 
Obrambo je prevzel Jan Žižka, dober strateg in pragmatik. Njegovo vojsko so sestavljali večinoma kmetje, ki jim je primanjkovalo tako sredstev kot opreme, da bi se lahko uspešno borili z vojaki z meči, konji in oklepi. Žižka je za povečanje njihove vojaške učinkovitosti izkoristil njihove kmečke spretnosti in poljedelsko orodje prilagodil za orožje. Kmečki cepec, na primer, je postal bojni mlat. 
Pražani so zaradi Sigismundove grožnje prosili za pomoč taborite, ki so pod poveljstvom Žižke in drugih hetmanov prišli branit prestolnico. Taboriti so zasedli položaje na praškem griču Vitkov, zdaj v mestni četrti Žižkov, ki je dobila ime po njem. 14. julija je Sigismundova vojska izvedla splošni napad na Vitkov. Branilci pod Žižkovim poveljstvom so napad odbili. Križarji so se umaknili in nato opustili oblegaje Prage. 22. avgusta so se taboriti vrnili v Tábor.
Sigismundova vojska je po umiku iz Prage še vedno zasedala gradova Višegrad in Hradčani. Pražani so oblegali Višegrad in dosegli, da je bila višegrajska garnizija proti koncu oktobra zaradi lakote tik pred kapitulacijo. Sigismund je poskušal prekiniti obleganje, vendar so ga husiti 1. novembra pri vasi Pankrác odločilno porazili. Gradova Višegrad in Hradčani sta kapitulirala in kmalu zatem je skoraj vsa Češka padla v roke husitov.
Žižka se je zdaj nenehno bojeval s Sigismundovimi pristaši, zlasti z močnim romanistom Oldřichom II. Rožmberškim. V teh bojih so husiti pridobili večji del Češke. Predlagano je bilo, da se za češkega kralja izvoli velikega litovskega kneza Vitautasa, vendar so stanovi Češke in Moravske 1. junija 1421 v Časlavu sklenili, da bodo namesto tega imenovali začasno vlado, sestavljeno iz dvajsetih članov, izbranih iz vseh političnih in verskih strank v državi. Žižka, ki je sodeloval pri posvetovanju v Čáslavu, je bil izvoljen za enega od dveh predstavnikov Tábora.
Žižka je po hitrem postopku zatrl nekaj nemirov, ki jih je povzročila fanatična sekta adamitov, in nato nadaljeval pohode proti romanistom in Sigismundovim privržencem. Ko je zavzel in obnovil majhen grad blizu Litoměřic, ga je obdržal v svoj posesti kot edino nagrado, ki jo je kdaj prejel za velike zasluge. Po husitskem običaju je tej novi posesti dal svetopisemsko ime Kelih (češko Kalich) in se odtlej naslevljal z Žižka iz Trocnova in Kaliha. Med husitskimi vojnami si ni več prilastil nobene posesti in se po tem razlikoval od njegovih sodobnikov. 
Kasneje istega leta je bil med obleganjem gradu Rabí hudo ranjen in izgubil še svoje drugo oko. Bil je popolnoma slep, a je še naprej poveljeval vojski Tábora.

### Druga protihusitska križarska vojna
Konec leta 1421 je Sigismund ponovno poskušal podrediti Češko in pridobiti v posest pomembno mesto Kutná Hora z rudnikom srebra. Večinoma nemški prebivalci mesta so v mestu pobili nekaj husitov in preprečili Žižki vstop v mesto. Njegova vojska se je utaborila pred mestom. Sigismundova vojska jo je obkolila, potem pa je Žižka izvedel prvi manever mobilne artilerije v zgodovini, prebil sovražnikove vrste in se umaknil v Kolín. Ko je dobil okrepitve, je 6. januarja 1422 napadel in premagal Sigismundovo nič hudega slutečo vojsko pri vasi Nebovidy med Kolínom in Kutno Horo. Sigismund je izgubil 12.000 mož in se rešil s hitrim begom. Sigismundove sile so se 10. januarja zadnjič uprle v bitki za Německi Brod. Ko so v mesto vdrli Čehi, so v nasprotju z Žižkovimi ukazi usmrtili vse njegove branilce.

## Državljanska vojna
V začetku leta 1423 so notranja nesoglasja med husiti vodila v državljansko vojno. Žižka je kot vodja taboritov 20. aprila pri Hořicah premagal pražane in utrakvistične plemiče. Kmalu zatem se je razvedelo, da se pripravlja nova križarska vojna proti Češki, kar je spodbudilo husite, da so 24. junija v Konopištu sklenili premirje. Ko so se križarji razkropili, so ponovno izbruhnila notranja nesoglasja. Med svojim začasnim vladanjem na Češkem je litovski knez Sigismund Koribut, guverner Češke in Prage, imenoval Bořeka Miletínskega za guvernerja mesta Hradec Králové. Borek je pripadal zmerni husitski utrakvistični stranki. Po odhodu Sigismunda Koributa mesto Hradec Králové ni hotelo priznati Bořeka za svojega vladarja, ker je v mestu dobila premoč demokratična stranka. Na pomoč so poklicali Žižka, ki je ugodil njihovi prošnji in 4. avgusta 1423 premagal utrakviste.
Žižka je zatem poskušal vdreti na Ogrsko, kraljevino njegovega starega sovražnika Sigismunda. Čeprav je bil pohod na Ogrsko zaradi velike premoči Madžarov neuspešen, se zaradi spretnosti, ki jo je izkazal pri umiku, uvršča med največje Žižkove vojaške podvige. Ko je leta 1424 na Češkem znova izbruhnila državljanska vojna, je Žižka 6. januarja pri Skalicah in 7. junija pri Malešovu odločilno premagal pražane in utrakvistične plemiče. Septembra je vkorakal v Prago. 14. septembra je bil pod vplivom Jana Rokicanskega, pozneje utrakvističnega praškega nadškofa, sklenjen mir med husitskimi strankami. Dogovorjeno je bilo, da ponovno združeni husiti napadejo Moravsko, katere del so še držali Sigismundovi pristaši. Vodja pohoda naj bi bil Jan Žižka.
Jan Žižka je na moravski meji pri Přibyslavu med obleganjem gradu 11. oktobra 1424 umrl, domnevno zara kuge. Sodobna spoznanja zgodovinarjev to teorijo izključujejo. Po pregledu njegovih skeletnih ostankov so izključili celo teorijo o zastrupitvi z arzenom. Po mnenju zgodovinarjev je bil najverjetnejši vzrok njegove smrti  karbunkel.
Po pisanju kronista Piccolominija je bila Žižkova zadnja želja, da bi njegovo kožo uporabili za izdelavo bobnov, ki bi vodili njegove čete tudi po njegovi smrti. Žižka je bil tako visoko cenjen, da so se njegovi vojaki po njegovi smrti preimenovali v sirote, ker so se počutili, kot da so izgubili očeta. Njegovi sovražniki so o njem govorili, da je "tistega, ki ga ni mogla uničiti roka nobenega smrtnika, ugasnil Božji prst". 
Pokopali so ga v cerkvi svetega Petra in Pavla v Caslavu. Leta 1623 so po ukazu cesarja Ferdinanda II. njegove posmrtne ostanke odstranili in grob uničili. 
Nasledil ga je husitski general in viden taboritski vojaški poveljnik Prokop Veliki. 